# Christopher Zumbült

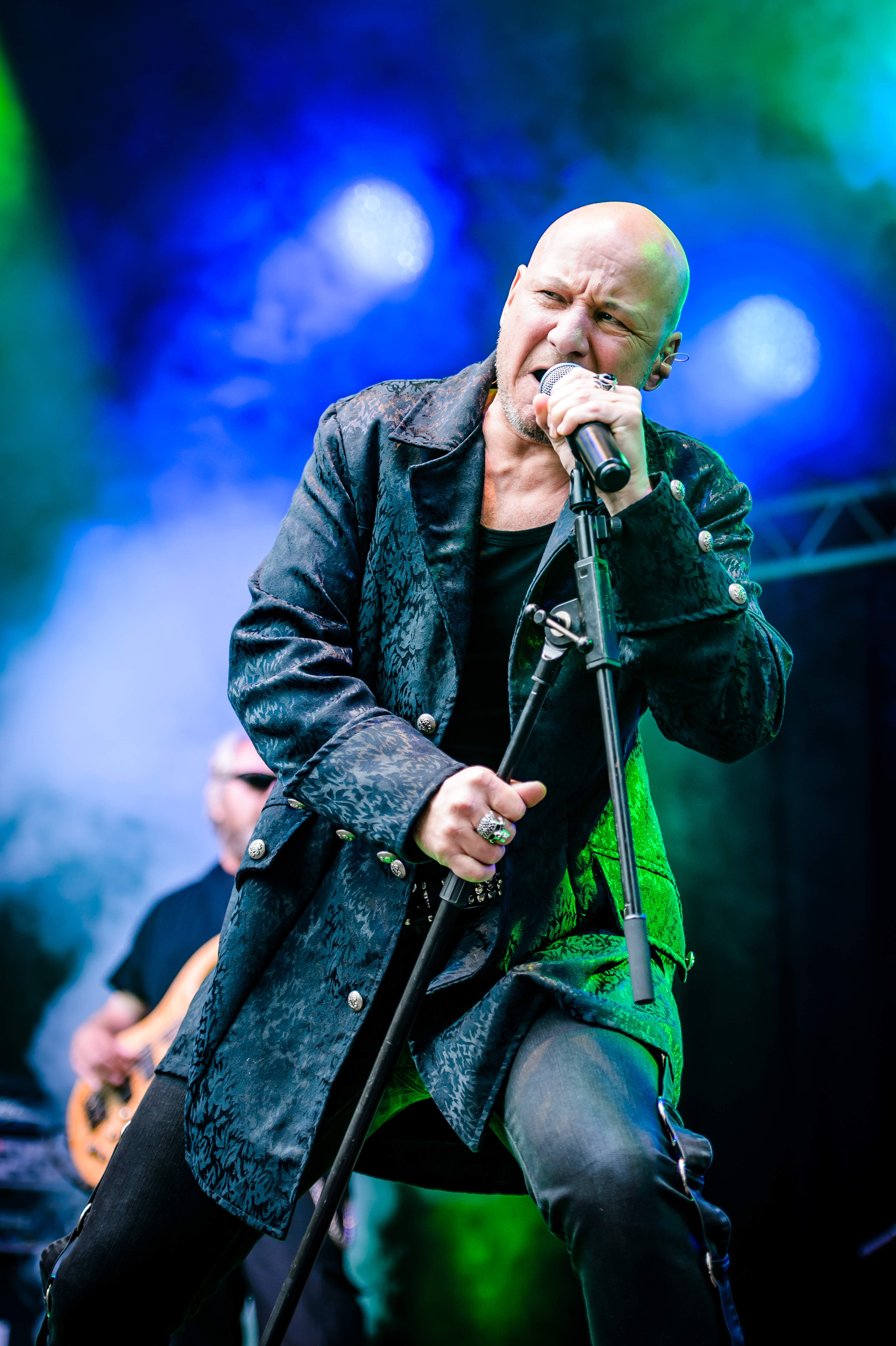
Zumbült (2017)

Christopher „Chris“ Zumbült (* 1968) ist ein deutscher Schauspieler, Geschäftsführer sowie Sänger und Frontmann der Rock-Band Hemesath.

## Leben
Über das Theater (u. a. Shakespeare) fand Zumbült 1997 im Fernsehfilm Reise in die Dunkelheit unter dem Namen Christopher Zumbüldt ins Filmgeschäft. Es folgten im folgenden Jahr mehrere Besetzungen in Film und Fernsehen, z. B. in einer Folge der TV-Serie Alarm für Cobra 11 – Die Autobahnpolizei sowie im Tatort Brandwunden. Von 1997 bis 1999 verkörperte Zumbült die Rolle des Bernie Ziegler in insgesamt 26 Episoden der Serie Einsatz Hamburg Süd. Von 1999 bis 2001 spielte er in der TV-Serie Zwei Männer am Herd den Hilmar Überwitz/Überitz. Für diese Serie war er auch für den Soundtrack zuständig.
Zumbült ist seit 2003 Gesellschafter der Zumbuelt Auto Arena GmbH sowie dessen Geschäftsführer in Beckum. Das Familienunternehmen existiert seit 1896 unter verschiedenen Firmierungen.
Er ist Sänger und Frontmann der 2012 gegründeten Rockband Hemesath.

## Filmografie (Auswahl)
- 1997: Reise in die Dunkelheit
- 1997–1998: Heimatgeschichten (Fernsehserie, zwei Episoden)
- 1997–1999: Einsatz Hamburg Süd (Fernsehserie, 26 Episoden)
- 1998: Alarm für Cobra 11 – Die Autobahnpolizei (Fernsehserie, Episode 4x04)
- 1998: Tatort: Brandwunden
- 1998: Evelyn Hamanns Geschichten aus dem Leben (Fernsehserie, eine Folge)
- 1998: Kai Rabe gegen die Vatikankiller
- 1999: Adelheid und ihre Mörder (Fernsehserie, Episode 2x10)
- 1999: Millennium Love
- 1999: Für alle Fälle Stefanie (Fernsehserie, Episode 4x19)
- 1999–2001: Zwei Männer am Herd (Fernsehserie, 22 Episoden)
- 2000: Balko (Fernsehserie, Episode 5x04)
- 2000: Lava
- 2001: Jonathans Liebe
- 2001: Herzstolpern
- 2003: Bella Block: Kurschatten (Fernsehfilm)
- 2003: Für alle Fälle Stefanie (Fernsehserie, Episode 8x31)
- 2004: Metallic Blues
- 2005: Siebenstein (Fernsehserie, Episode 1x202)
- 2006: Das Duo: Man lebt nur zweimal (Fernsehfilm)